# Zakorenje
Zakorenje is een plaats in de gemeente Brestovac in de Kroatische provincie Požega-Slavonië. De plaats telt 205 inwoners (2001).